# Olympe Aguado

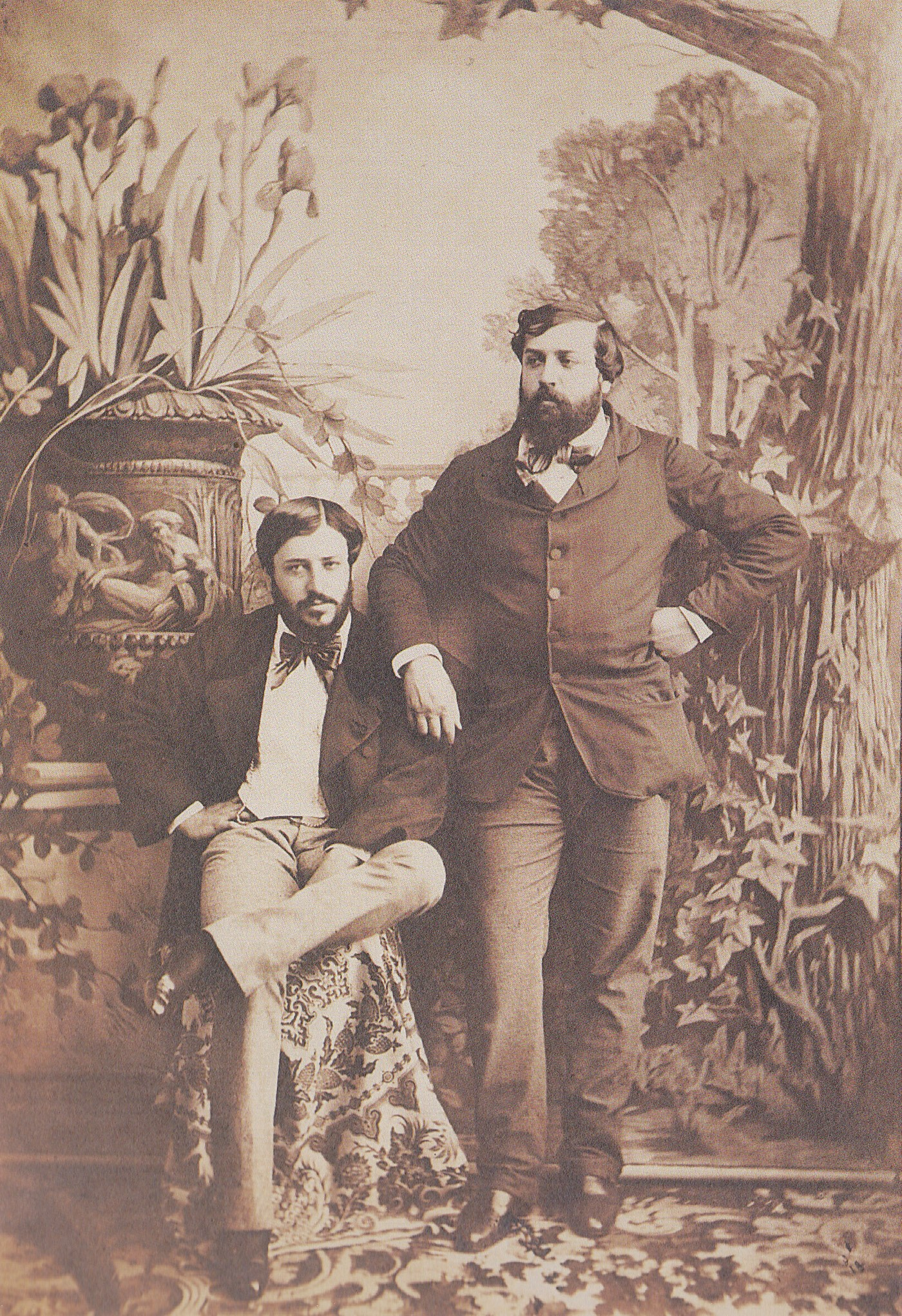
Olympe Aguado (r), met zijn broer Onésime, zelfportret 1853

Graaf Olimpio Clemente Augusto Alejandro ('Olympe') Aguado (Parijs, 3 februari 1827 - Compiègne, 25 oktober 1894) was een Frans amateur-pionier van de fotografie.

## Leven en werk
Olympe Aguado was de zoon van de steenrijke Parijse, oorspronkelijk uit Spanje afkomstige bankier Alexandre Aguado en broer van Onésipe Aguado (1827-1894, ook wel Onésime genaamd), die eveneens fotografeerde.
Olympe Aguado leerde eind jaren veertig van de negentiende eeuw het fotografenvak van Gustave Le Gray. Hij was mede-oprichter van de “Société française de photographie” en groeide in de jaren vijftig uit tot het prototype van de enthousiaste, rijke amateurfotograaf. Hij begon met de techniek van de daguerreotypie, later schakelde hij over op de calotypie.
Samen met zijn broer Onésipe opende hij in 1855 een fotostudio in Parijs, waar hij vooral portretten maakte. Behalve in zijn studio fotografeerde ook veel in de hoogste aristocratische kringen, waaronder het Franse hof. Als artistiek fotograaf kreeg hij vooral bekendheid met zijn genrestukken en foto’s van dieren. Ook legde hij veelvuldig “tableaux-vivants” vast 'op de gevoelige plaat'. Vanaf eind jaren vijftig nam hij met veel succes deel aan diverse exposities.
Werk van Aguado is momenteel te zien op de fotoafdeling van het Musée d'Orsay te Parijs, in de Bibliothèque nationale de France en in het Museum of Modern Art te New York.

## Galerij

#### Foto's Olympe Aguado

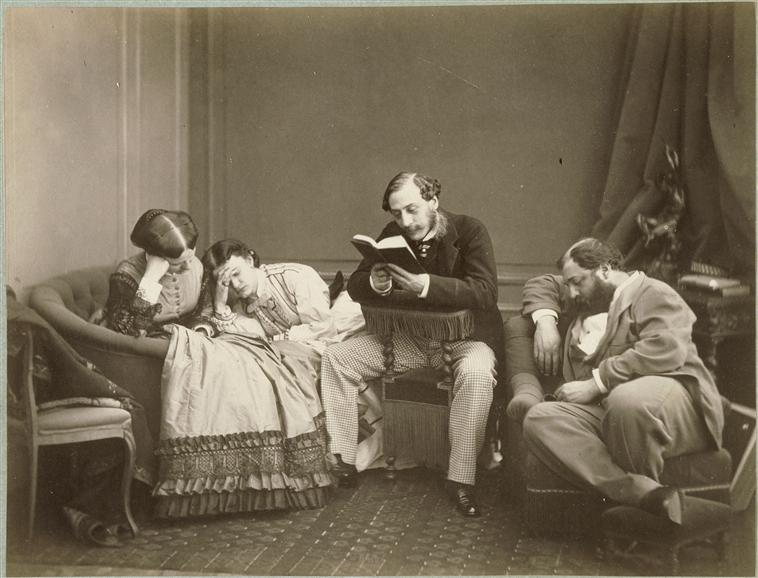
La lecture, 1863
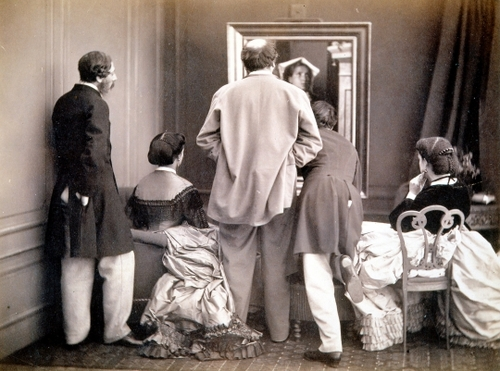
Admiration, 1860
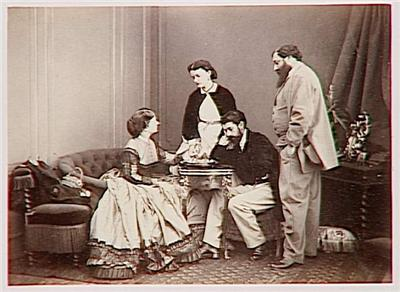
'Scène d'intérieur', Olympe, Onésipe en vrouwen, 1856
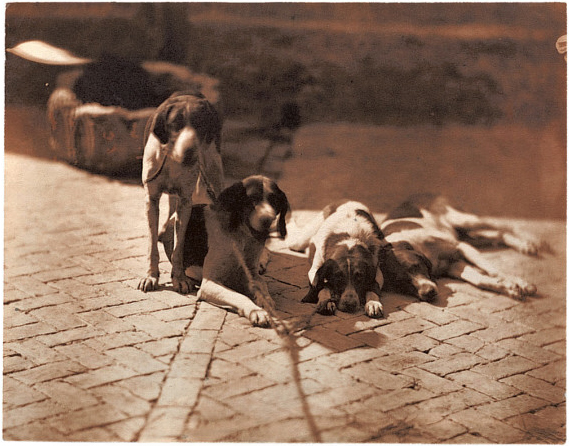
Jachthonden, 1853
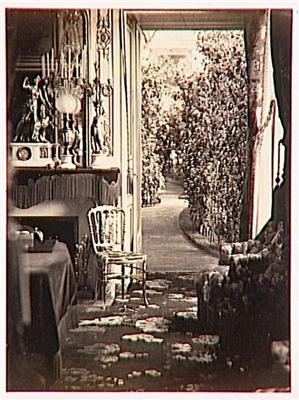
Interieur

#### Foto Onésipe Aguado

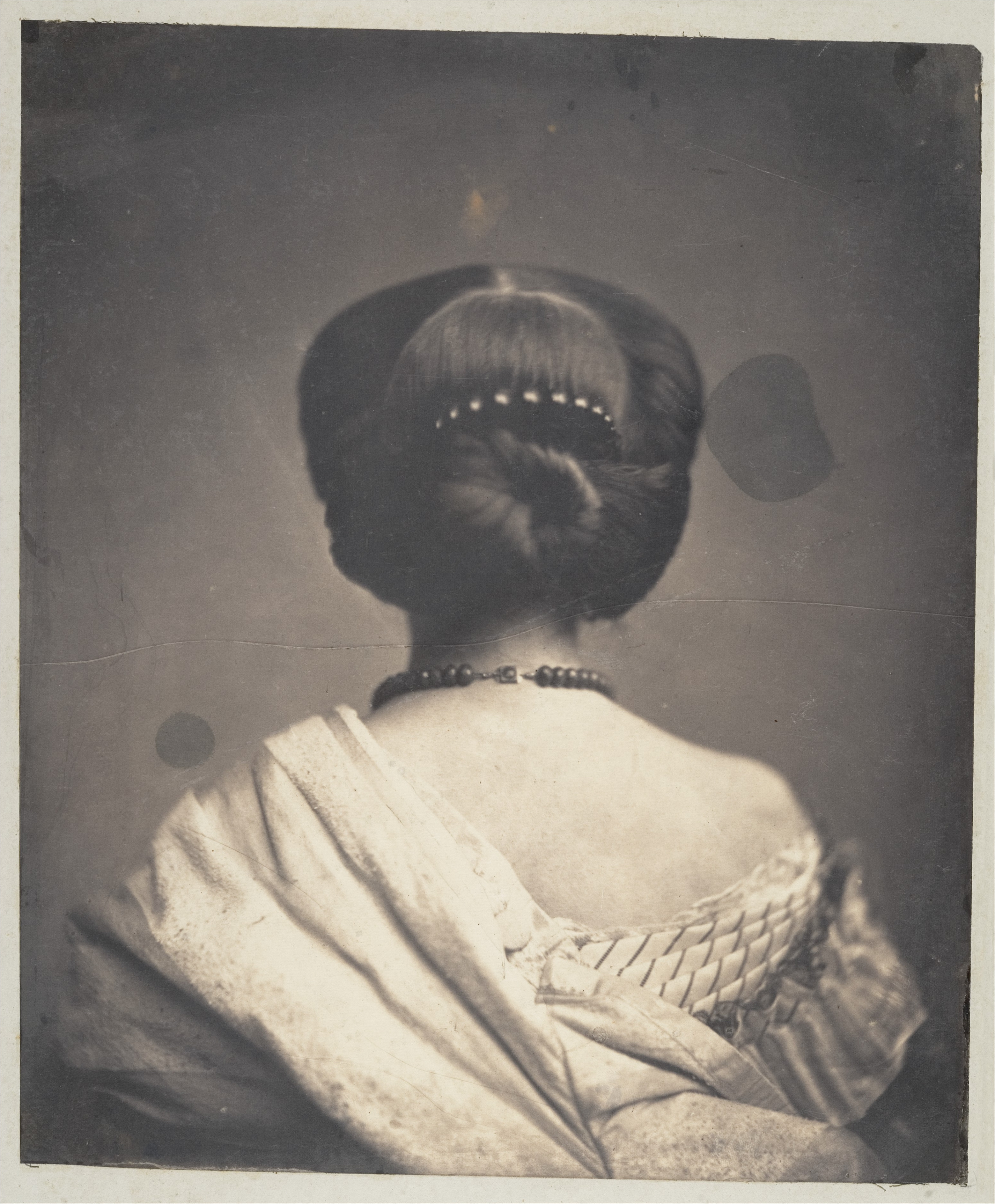
Vrouw gezien van achter, 1861, door Onésipe